# Lernayin Artsakh FC
El Lernayin Artsakh FC (en armenio: Լեռնային Արցախ Ֆուտբոլային Ակումբ) es un equipo de Fútbol de Armenia que juega en la Primera Liga de Armenia, la segunda división nacional.

## Historia
Fue fundado en el año 1927 en la ciudad no reconocida de Stepanakert ubicada en Artsaj con el nombre Dinamo Stepenakert, aunque juega sus partidos de local en la ciudad de Dzoraghbyur.
En 1969 cambia su nombre por el de Karabakh, el cual usó hasta 1989 cuando lo cambío por su nombre actual. En 1990 lo cambia por el de Shengavit y dos años después pasa a llamarse Yerezank. Durante el periodo soviético formó parte de la Segunda Liga Soviética entre finales de los años 1970 y la década de los años 1980, quedando inactuvo luego de la disolución de la Unión Soviética hasta 1996 debido a la primera guerra del Alto Karabaj. En 1995 el club se muda de su ciudad natal a la capital Ereván para poder jugar en la Liga Premier de Armenia regresando a su nombre anterior Karabakh.
Luego de jugar cuatro temporadas en la primera categoría de Armenia, el club fue expulsado de la liga por problemas financieros, pero regresaría a las competiciones profesionales al año siguiente. En 2002 volvería a llamarse Lernayin Artsakh y pasaría su sede a la ciudad de Kapan.
Tras dos temporadas en la primera división volvería a abandonar la liga, esta vez a manera de protesta por la exclusión del FC Ararat Yerevan de la Liga Premier, pasando a jugar en la Primera Liga de Armenia donde terminaría de subcampeón y volvería a la primera división nacional. Tras una temporada el club descendería de categoría, terminó subcampeón de la segunda división en 2006 pero rechazaría el ascenso.
En 2009 el club regresaría a su casa, la ciudad de Stepanakert para jugar en la Liga de Fútbol de Artsaj, liga donde jugaría por 10 años hasta que vuelve a jugar en la Primera Liga de Armenia relocalizándose en la ciudad de Dzoraghbyur, y volvería a ser campeón de la segunda categoría en 2021/22.

## Palmarés
- Primera Liga de Armenia: 1

2021/22
- Liga de Fútbol de Artsaj: 2

2009, 2018